# Matuanus lineiceps
Matuanus lineiceps är en insektsart som först beskrevs av Lucien Chopard 1929.  Matuanus lineiceps ingår i släktet Matuanus och familjen syrsor. Inga underarter finns listade i Catalogue of Life.